# クリオーリョ
クリオーリョ、クリオージョ (西: criollo) とは、スペイン領植民地において、スペイン人を親として現地で生まれた人々を指す。ポルトガル語のクリオーロ (葡: crioulo) の場合は、スペイン語と同様の語義ではあるが、現地生まれの黒人の意味合いで用いられるほうが多い。

## 語義
"criollo" ”crioulo" という単語は "criar"（育てる）という動詞から派生しており、もともとは「現地で育った」あるいは「元来の土地とは異なる場所で生まれ育った」ことを意味する。したがって、動植物や、言語・料理に関しても、「その土地で生まれた」「その土地固有の」という意味合いで"criollo"という形容詞が付加されることもある（例えば馬のクリオーリョ種）。
人間に対してcrioulo, criolloという語が用いられたのは、黒人奴隷が最初であると考えられる。15世紀以降、奴隷貿易が発達するなかで、アフリカ大陸ではなく、近隣のサントメ島やカーボベルデ諸島、やがては新大陸で生まれ育った黒人奴隷が増加した。このため、諸島や新大陸生まれの黒人は"negro criollo"と呼ばれ、アフリカ大陸生まれの黒人（"negro bozal", "negro africano"）と区別されるようになった。新大陸の植民地化が進展すると、新大陸生まれの白人に対しても"criollo"という表現が使われるようになり、スペイン領アメリカの場合には18世紀頃には「criollo = アメリカ大陸生まれの白人」という結びつきが顕著になった。
一方、ポルトガル語圏であるブラジルの場合は、"crioulo"は「現地生まれの黒人」の意味で用いられることが多い。

## クリオーリョの社会的位置づけ
「クリオーリョ」の対義語には、「ペニンスラール」（peninsular : 半島人。イベリア半島で生まれた白人）、「エウロペオ」（europeo : ヨーロッパ人）などの表現が相当する。しかし、両者は婚姻、親族、親子などの関係にあるため、明確に区別される二つの集団を構成しているわけではない。
16世紀から18世紀にかけての時代には、両者を含めた「白人」が、植民地社会では支配集団を構成していた。その支配下には黒人や先住民であるインディアン、インディオに加え、メスティーソ（白人とインディアン、インディオとの混血）、ムラート（黒人と白人との混血）、サンボ（黒人とインディアン、インディオとの混血）などの混血民が位置していた。
しかし、こうした肌の色に基づいて身分が区別される社会のありかたは次第に効力を失っていき、18世紀が進むに連れて社会経済的要因によって階層区分が生じる社会へと移行していった。すなわち、ヨーロッパ出身のスペイン人（ペニンスラール）であれ、クリオーリョであれ、資産があったり、有力者との縁戚関係がある人々は社会的に上位に位置することができる一方で、金も縁もない人々は社会的には中位・下位に位置するような社会が成立しつつあった。したがって、クリオーリョとペニンスラールを別個の集団と考えることも、同一の集団として一括りにすることも、18世紀になると簡単にはできなくなっていた。
しかし、こうした社会経済的な現実とは別の次元で、クリオーリョとペニンスラールの間にはいくつかの亀裂も存在し、それがやがて両者の対立を深めていく原因にもなった。すなわち、ペニンスラールの中には、ヨーロッパ生まれの人間こそが優位であり、アメリカ生まれの人間は体格や知性で劣る、とする素朴な感情、あるいはその感情を基盤にした疑似科学的な言説を信奉するものが少なからず存在した。そうした偏見に基づいたペニンスラールの言動は、時にはクリオーリョの感情を害し、活動の妨げになることもあったため、クリオーリョの間でペニンスラールに対する反感が醸成される一助となった。
また、18世紀に実施されたさまざまな行政改革（ブルボン朝改革）は、本国王室の意図や命令が植民地社会で迅速に実施されることを企図したものであり、その実現に当たってはクリオーリョよりもペニンスラールが重用された。こうした政治領域でのペニンスラール優遇策も、クリオーリョとペニンスラールの間の精神的亀裂を拡大させた。
以上のように、同じイベリア人でありながら新大陸で生まれたということだけで差別を受けたことは、クリオーリョたちにペニンスラール及び本国政府への反感を抱かせ、この反感が独立運動の動機のひとつになった。

## 主なクリオーリョ
- シモン・ボリバル（ベネズエラ）
- アントニオ・ホセ・デ・スクレ（ベネズエラ）
- フランシスコ・デ・パウラ・サンタンデル（コロンビア）
- ホセ・ヘルバシオ・アルティガス（ウルグアイ）
- フランシスコ・ソラーノ・ロペス（パラグアイ）
- ベルナルド・オイギンス（チリ）
- ホセ・デ・サン＝マルティン（アルゼンチン）
- アグスティン・デ・イトゥルビデ（メキシコ）
- フランシスコ・モラサン（中米）
- ミゲル・イダルゴ（メキシコ）
- アントニオ・ロペス・デ・サンタ・アナ（メキシコ）
- ホセ・マルティ（キューバ）